# Robert Woodard II
Robert Anthony Woodard II, né le 22 septembre 1999 à Starkville dans l'État du Mississippi, est un joueur américain de basket-ball évoluant aux postes d'ailier et ailier fort.

## Biographie
Lors de la draft 2020, il est sélectionné en 40e position par les Grizzlies de Memphis puis envoyé aux Kings de Sacramento.
Le 2 décembre 2020, il signe un contrat de quatre saisons dont trois garanties avec les Kings de Sacramento. Il est coupé en février 2022.
Début mars 2022, il signe un contrat two-way en faveur des Spurs de San Antonio.

## Statistiques

### Universitaires
Les statistiques de Robert Woodard II en matchs universitaires sont les suivantes :
| Saison    | Équipe            | Matchs | Titul. | Min./m | % Tir | % 3pts | % LF | Rbds/m. | Pass/m. | Int/m. | Ctr/m. | Pts/m. |
| --------- | ----------------- | ------ | ------ | ------ | ----- | ------ | ---- | ------- | ------- | ------ | ------ | ------ |
| 2018-2019 | Mississippi State | 34     | 1      | 17.5   | .468  | .273   | .580 | 4.1     | .7      | .5     | .5     | 5.5    |
| 2019-2020 | Mississippi State | 31     | 31     | 33.1   | .495  | .429   | .641 | 6.5     | 1.3     | 1.1    | 1.0    | 11.4   |
| Carrière  | Carrière          | 65     | 32     | 24.9   | .485  | .368   | .617 | 5.3     | 1.0     | .8     | .8     | 8.3    |

### NBA
| Saison    | Équipe     | Matchs | Titul. | Min./m | % Tir | % 3pts | % LF  | Rbds/m. | Pass/m. | Int/m. | Ctr/m. | Pts/m. |
| --------- | ---------- | ------ | ------ | ------ | ----- | ------ | ----- | ------- | ------- | ------ | ------ | ------ |
| 2020-2021 | Sacramento | 13     | 0      | 3.5    | .400  | .167   | .375  | 1.2     | .2      | .0     | .2     | 1.5    |
| 2021-2022 | Sacramento | 12     | 0      | 3.5    | .125  | .250   | 1.000 | .9      | .3      | .1     | .1     | .6     |
| Carrière  | Carrière   | 25     | 0      | 3.5    | .278  | .200   | .500  | 1.1     | .2      | .0     | .2     | 1.1    |